# 懿寧公主 (宋)
懿寧公主（いねいこうしゅ）は、北宋の哲宗の四女。

## 経歴
紹聖4年9月18日（1097年10月31日）、婉儀嬪劉氏（後に賢妃、昭懐皇后）の次女として生まれた。元符元年（1098年）、懿寧公主の位を授けられた。水頭症のため歩くことができなかったが、幼くして聡明さを見せた。哲宗からは愛された。
元符2年（1099年）閏9月29日未明、懿寧公主は急死した。魏国公主の位を追贈され、奉先資福禅院に葬られた。建中靖国元年（1100年）、叔父の徽宗により楊国公主の位を再追贈され、哲宗の永泰陵に従葬された。政和4年（1114年）12月、純美帝姫の位を再追贈された。

## 伝記資料
- 『楊国公主墓誌銘』
- 『皇四女封懿寧公主制』
- 『曾公遺録』